# Fímbria

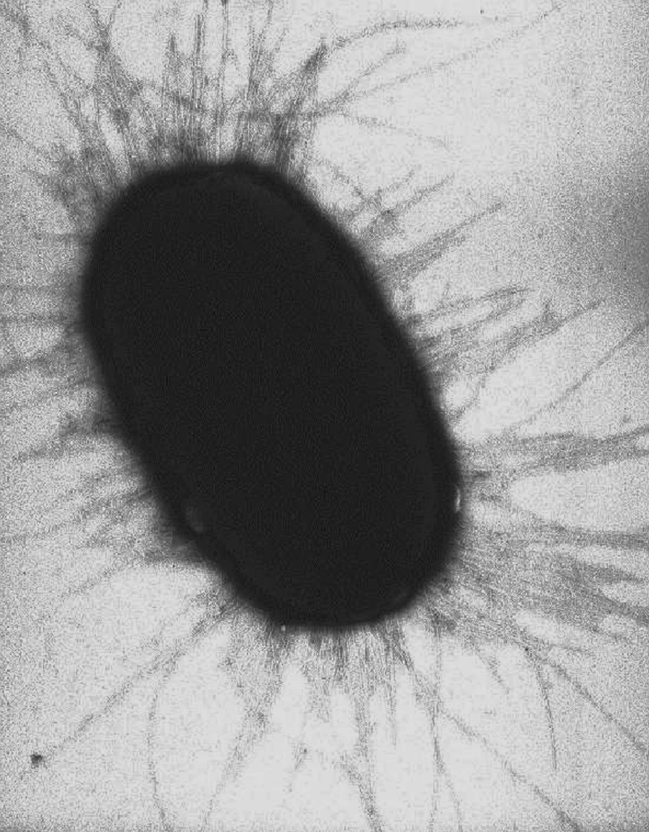
Uma Fímbia longa.

Esta palavra tem outros significados. Veja Fímbria.
Fímbrias são apêndices filamentos presentes em bactérias. Estes apêndices são menores, mais curtos e mais numerosos que os flagelos.

## Tipologia
Há dois tipos de fímbrias. As fímbrias comuns são curtas, finas e rígidas, e têm função de dar a aderência para a bactéria em sua locomoção e temos também as fímbrias sexuais que são maiores e servem de canais para a transferência unidirecional de DNA entre células bacterianas no processo de conjugação.
As fímbrias só podem ser vistas com o auxílio de um microscópio eletrônico. São encontradas tanto em bactérias móveis como naquelas que não possuem movimento e ,portanto, sem função motora.
Têm-se observado que algumas estirpes bacterianas possuem fímbrias com propriedades adesivas para células animais e vegetais, como também para superfície inertes, como o vidro ou a celulose. Tal capacidade de aderência das fímbrias pode ser importante para a ecologia bacteriana em seu meio natural, pois permite a fixação das bactérias aos tecidos dos quais extraem seus elementos nutritivos.
"As bactérias Gram-negativas montam as fibras da superfície  amilóide funcional chamadas curli." Curli são um tipo de fimbria; o outro tipo é chamado de fímbria tipo I. Curli são compostas de proteínas chamadas curlinas. Alguns dos genes envolvidos são CsgA, CsgB, CsgC, CsgD, CsgE, CsgF, and CsgG.